# 青山乡 (盐池县)
青山乡，是中华人民共和国宁夏回族自治区吴忠市盐池县下辖的一个乡镇级行政单位。

## 行政区划
青山乡下辖以下地区：
青山村、猫头梁村、郝家台村、方山村、营盘台村、月儿泉村、古峰庄村和旺四滩村。